# Вожой
Вожой — деревня в Завьяловском районе Удмуртии, входит в Якшурское сельское поселение. 

## География
Находится в 15 км к востоку от центра Ижевска на внутренней стороне ИКАД. Вдоль села проходит железнодорожная линия Ижевск — Воткинск, на которой расположена одноимённая станция.

## Население
| 2010 | 2012 |
| ---- | ---- |
| 128  | ↗135 |